# 오브리 앤더슨에먼스
오브리 앤더슨에먼스(Aubrey Anderson-Emmons, 2007년 6월 6일 ~ )는 미국의 배우이다.

## 출연작
- 모던 패밀리